# 龙藏乡 (阿坝县)
龙藏乡，是中华人民共和国四川省阿坝藏族羌族自治州阿坝县下辖的一个乡。

## 行政区划
龙藏乡下辖以下地区：
塔拉村、龙藏村和卡西村。